# Табори-Жим
Табори-Жим (пол. Tabory-Rzym) — село в Польщі, у гміні Збуйна Ломжинського повіту Підляського воєводства.
Населення — 32 особи (2011).
У 1975-1998 роках село належало до Ломжинського воєводства.

## Демографія
Демографічна структура станом на 31 березня 2011 року:
|          | Загалом | Допрацездатний вік | Працездатний вік | Постпрацездатний вік |
| -------- | ------- | ------------------ | ---------------- | -------------------- |
| Чоловіки | 19      | 4                  | 12               | 3                    |
| Жінки    | 13      | 1                  | 8                | 4                    |
| Разом    | 32      | 5                  | 20               | 7                    |